# Enrique Reig Casanova
Enrique Reig Casanova (Valencia, 20 de enero de 1858-Toledo, 25 de agosto de 1927), fue un sacerdote, arzobispo y cardenal español, que en su último cargo se desempeñó como 112.º arzobispo de Toledo, y por lo tanto, Primado de España. Fue además senador del reino.

## Biografía
Nació el 20 de enero de 1858 en Valencia, de una familia procedente de Agullent. Estudió bachillerato en el Instituto de Játiva. Entró en 1878 en el Colegio Mayor-Seminario de la Presentación de la Bienaventurada Virgen María en el Templo y Santo Tomás de Villanueva para iniciar estudios eclesiásticos. Sin embargo, abandona el seminario poco antes de concluirlos, se licencia en Derecho, contrae matrimonio y trabaja en Valencia como abogado por unos años. Tras enviudar (su mujer fallece en la epidemia de cólera de 1885) decide concluir los estudios eclesiásticos y ordenarse sacerdote. 

### Sacerdote
En 1886 es ordenado sacerdote en Almería por José María Orberá, obispo de Almería. Por un tiempo breve será profesor de Historia en el Seminario Diocesano de Almería. Será canciller y vicario general de la Diócesis de Mallorca hasta 1900, cuando pasa a la Archidiócesis de Toledo. 
En Toledo será profesor de Sociología en el Seminario y archidiácono de la catedral (1903). Fundador de La Revista Parroquial y director de La Paz Social, será también asesor de Acción Católica rector de la Academia Universitaria Católica y profesor de religión y sociología en la Escuela Superior de Magisterio. 
El 22 de marzo de 1903 será nombrado protonotario apostólico y en 1904 auditor de la Sagrada Rota de Madrid, a donde se traslada.

## Episcopado

### Obispo de Barcelona

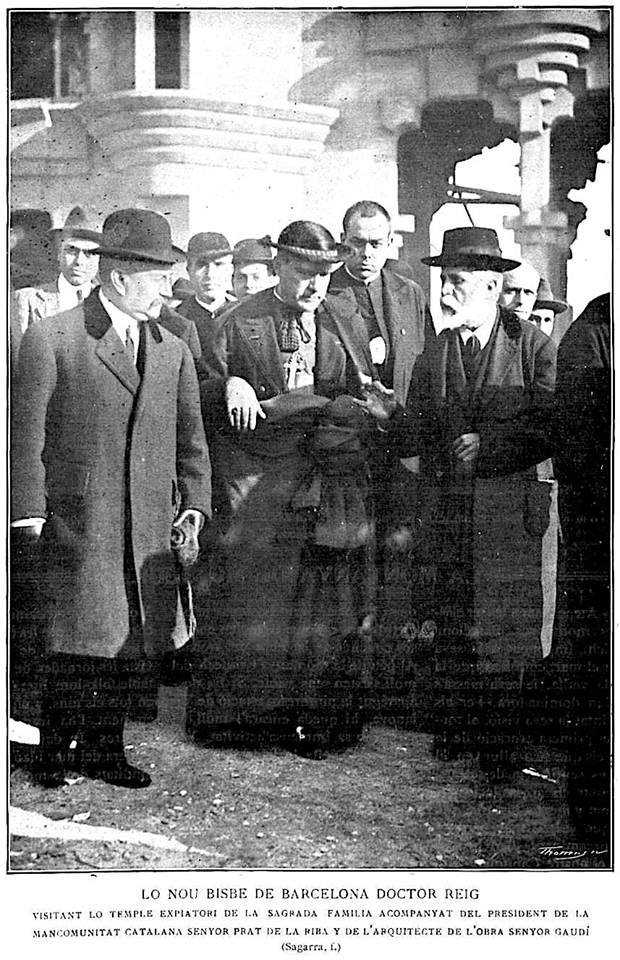
Antoni Gaudí (dcha.) enseñando la Sagrada Familia al obispo Reig (centro) y al presidente de la Mancomunidad de Cataluña, Enric Prat de la Riba (1914)

Es designado obispo de Barcelona el 28 de marzo de 1914. Será consagrado el 8 de noviembre de 1914 en la basílica de La Milagrosa de Madrid por Francesco Ragonesi, arzobispo titular de Mira y nuncio en España, ayudado por José María Salvador y Barrera (obispo de Madrid) y por Jaime Cardona y Tur (obispo titular de Sion y vicario general castrense). 

### Arzobispo de Valencia
Nombrado arzobispo de Valencia el 22 de abril de 1920.

### Cardenal y arzobispo de Toledo
Creado cardenal presbítero en el consistorio del 11 de diciembre de 1922, y nombrado arzobispo de Toledo tres días después. 
El 12 de mayo de 1923 coronó a la Virgen de los Desamparados como patrona de Valencia. El 25 del mismo mes recibió en Roma el capelo cardenalicio y el título de San Pietro in Montorio. El 12 de octubre siendo ya Cardenal Primado coronó a la Virgen de la Montaña, patrona de Cáceres. Actuará como legado papal en el Congreso Eucarístico Nacional que tuvo lugar en Toledo en junio de 1926.
Fue el creador de los museos diocesanos de Barcelona (inaugurado en 1916) y de Valencia (1922).
Es el impulsor de la coronación por parte de Benedicto XV de la imagen de San José de la Montaña en el Real Santuario de San José de la Montaña en Barcelona.
Murió tras una larga y dolorosa enfermedad en Toledo el 25 de agosto de 1927. Está enterrado en la Capilla del Sagrario de la Catedral de Toledo. 
En 1923 el Ayuntamiento de Valencia le dedicó una calle con el nombre de Primado Reig, durante la guerra civil esta arteria volvió a llamarse calle Avellanas, denominación que mantuvo desde entonces. Con posterioridad el consistorio franquista recuperó la denominación y decidió honrar de nuevo a Reig concediéndole su nombre a una ancha vía que actualmente une los barrios de Torrefiel y Algirós.

## Sucesión
| Predecesor: Enrique Almaraz y Santos       | 112.º arzobispo de Toledo primado de España 1922-1927 | Sucesor: Pedro Segura y Sáez      |
| Predecesor: José María Salvador y Barrera  | Arzobispo de Valencia 1920-1922                       | Sucesor: Prudencio Melo y Alcalde |
| Predecesor: Juan José Laguarda y Fenollera | Obispo de Barcelona 1914-1920                         | Sucesor: Ramon Guillamet i Coma   |